# Bokermannohyla ibitipoca
Bokermannohyla ibitipoca é uma espécie da perereca na família de Hylidae. É endémica do Brasil, com sua localidade tipo sendo o Parque Estadual do Ibitipoca, estado de Minas Gerais. Seus habitats naturais são montanes e rios da região tropical ou subtropical úmidos.